# 費爾蒙特城 (伊利諾伊州)
費爾蒙特城（英語：Fairmont City）是位於美國伊利諾伊州麥迪遜縣和聖克萊爾縣的一個村落。

## 地理
費爾蒙特城的座標為38°39′04″N 90°05′59″W / 38.65111°N 90.09972°W，而該地最高點為海拔高度128米（即420英尺）。

## 人口
根據2010年美國人口普查的數據，費爾蒙特城的面積為16.00平方千米，當中陸地面積為15.99平方千米，而水域面積為0.01平方千米。當地共有人口2635人，而人口密度為每平方千米164人。